# Вакпатіраджа
Вакпатіраджа або Вакпаті II — індійський цар з династії Парамара, правитель Малави. Відомий тим, що об'єднав царство, а також своїм покровительством поетам і науковцям.

## Правління
Вакпатіраджа мав військові успіхи у боротьбі проти Чауханів, Гахлотів, хунів, Калачурі та правителів Гуджари (імовірно, Чалук'я або Пратіхари). Окрім того, він мав певні успіхи у боротьбі з Західними Чалук'ями, зокрема з царем Тайлапою II, але зрештою зазнав поразки та був убитий останнім.